# Terre des hommes

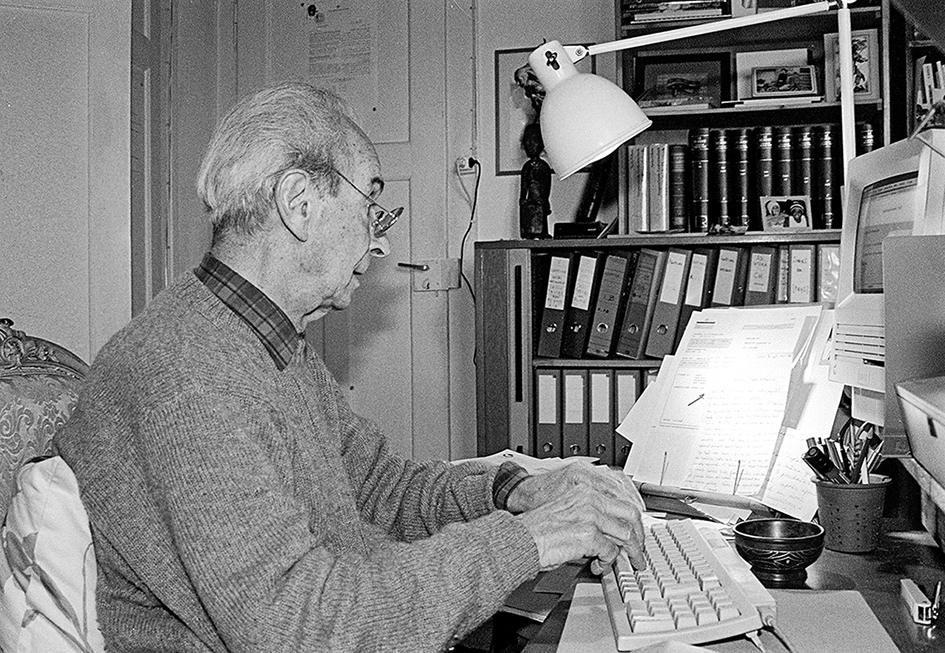
Edmond Kaiser Gründer der Hilfsorganisationen Terre des hommes, hier im Jahr 1995 in seinem Büro bei Sentinelles (Bild von Markus Schweizer)

Das Kinderhilfswerk Terre des Hommes ([tɛʀdeˈzɔm], französisch für „Erde der Menschen“) wurde 1960 vom Schweizer Journalisten Edmond Kaiser in Lausanne (Schweiz) gegründet. Der Name wurde vom gleichnamigen Buch von Antoine de Saint-Exupéry inspiriert. Die Gründung stand unter dem Einfluss des Algerienkrieges, und im Rahmen des ersten Hilfsprogramms wurden daher algerische Kinder in Flüchtlingslagern versorgt.
Unter dem Namen existieren mehrere rechtlich unabhängige und selbständige Organisationen, die unter dem Dach der Terre des Hommes International Federation (TDHIF) zusammenarbeiten. Alle sind in der internationalen Kinder- und Entwicklungszusammenarbeit tätig. Sie kämpfen gegen Mangelernährung, Kinderarbeit, Kinderhandel, Kinderprostitution, den Missbrauch als Kindersoldaten, Diskriminierungen sowie Ungerechtigkeiten im Welthandel und setzen sich für die Kinderrechte ein. Ebenso leisten die einzelnen Organisationen Soforthilfe bei Krisen oder Katastrophen.

## TDHIF
1966 schlossen sich die nationalen Terre des Hommes-Organisationen zur Internationalen Föderation Terre des Hommes – heute Terre des Hommes International Federation – mit Sitz in Genf zusammen. Heute gehören der Föderation neun Sektionen aus Dänemark, Deutschland, Frankreich, Italien, Kanada, Luxemburg, den Niederlanden, der Schweiz und Spanien an, welche zurzeit 933 Entwicklungs- und humanitäre Hilfsprojekte in 65 Ländern durchführen. Insgesamt sind 329 Mitarbeiter in den europäischen Geschäftsstellen beschäftigt und zusätzlich, ohne die Angestellten der Partnerorganisationen, 1550 Personen in den jeweiligen Projektländern. Das Budget betrug im Jahr 2008 109.883.231 Euro, wovon mehr als 67 % aus der privaten Hand stammen (Stand 2010).
TDHIF ist beratendes Mitglied des Wirtschafts- und Sozialrats der Vereinten Nationen ECOSOC.

## Deutschland

terre des hommes Deutschland

terre des hommes – Hilfe für Kinder in Not e. V. wurde am 8. Januar 1967 in Stuttgart unter dem Eindruck des Vietnamkrieges von engagierten Menschen auf Initiative des Schriftsetzers Lutz Beisel gegründet. Ziel der ersten Aktion war es, verletzte vietnamesische Kinder zu retten und in deutschen Krankenhäusern medizinisch zu versorgen.
Der Sitz der Bundesgeschäftsstelle ist in Osnabrück. In mehr als 80 Städten Deutschlands gibt es ehrenamtliche Mitarbeiter, die z. T. in lokalen Arbeitsgruppen organisiert sind. Die Organisation trägt das Spendensiegel des Deutschen Zentralinstituts für soziale Fragen (DZI). Der Verein ist darüber hinaus Unterzeichner der Initiative Transparente Zivilgesellschaft.
Gegenwärtig unterstützt der Verein weltweit etwa 370 Projekte und ist mit Regionalbüros im Irak, in Indien, Kolumbien, Südafrika, Thailand und Deutschland vertreten. Neben der konkreten Hilfe für Kinder versucht der Verein durch Kampagnen und Lobbyarbeit die Öffentlichkeit, Politik und Wirtschaft für entwicklungspolitische und humanitäre Themen zu sensibilisieren.
Der Verein ist unter anderem Mitglied bei Attac, dem Bündnis Entwicklung Hilft, bei TransFair, dem Bundesfachverband unbegleitete minderjährige Flüchtlinge e. V. sowie dem Verband Entwicklungspolitik Deutscher Nichtregierungsorganisationen (VENRO).

## Schweiz
Die ursprüngliche Organisation tritt in der Schweiz unter dem Namen Terre des Hommes Schweiz/Suisse auf und ist eine Verbindung der Terre des Hommes Schweiz mit Sitz in Basel und Genf.

### Terre des Hommes Schweiz
Terre des Hommes Schweiz (TDHS) unterstützt rund 60 Projekte in Zentral-, Südamerika und Afrika. Vor Ort arbeitet Terre des Hommes Schweiz mit lokalen Nichtregierungsorganisationen zusammen. Der Schwerpunkt liegt bei der Arbeit mit Jugendlichen, sie sind die Hauptansprechgruppe von TDHS. Inhaltliche Schwerpunkte der Arbeit sind Gewaltprävention, psychosoziale Unterstützung und Jugendpartizipation. So erarbeiten sich zum Beispiel Jugendliche auf dem Land eine Existenzgrundlage als Alternative zur Migration; Kinder und Jugendliche, die von HIV und Aids betroffen sind, erhalten psychosoziale Unterstützung; Rechte von Witwen und Waisen werden gestärkt; der Missbrauch und die Ausbeutung von minderjährigen Hausangestellten wird bekämpft und Jugendzentren in einem Flüchtlingslager schaffen Perspektiven für die Jugendlichen. Der Verein setzt sich für Chancengleichheit zwischen den Geschlechtern und eine gendergerechte Politik ein. Ebenso wichtig ist, dass die Jugendlichen in den Projekten ein Mitsprache- und Mitentscheidungsrecht haben.
Im Zentrum der Projekt- und Informationsarbeit in der Schweiz steht die Sensibilisierungstätigkeit. Diese umfasst eigene entwicklungspolitische Kampagnen und Informationsprojekte sowie die Unterstützung von Kooperationen und/oder Aktionen anderer Organisationen. Zusammen mit Jugendlichen werden bewusstseinsbildende Projekte gegen Rassismus und Gewalt entwickelt und durchgeführt.
Gut 80 Prozent der eingesetzten Mittel stammen von rund 50.000 privaten Spendern. Ein geringer Teil setzt sich aus Beiträgen zusammen, die von Stiftungen, vom Bund, von Kantonen, von Gemeinden und von Kirchgemeinden sowie der Glückskette kommen. Der Verein ist seit 1988 im Besitz des Gütesiegels der Stiftung ZEWO. Zudem ist Terre des Hommes Schweiz Mitglied der Klima-Allianz Schweiz.

### Stiftung Terre des Hommes

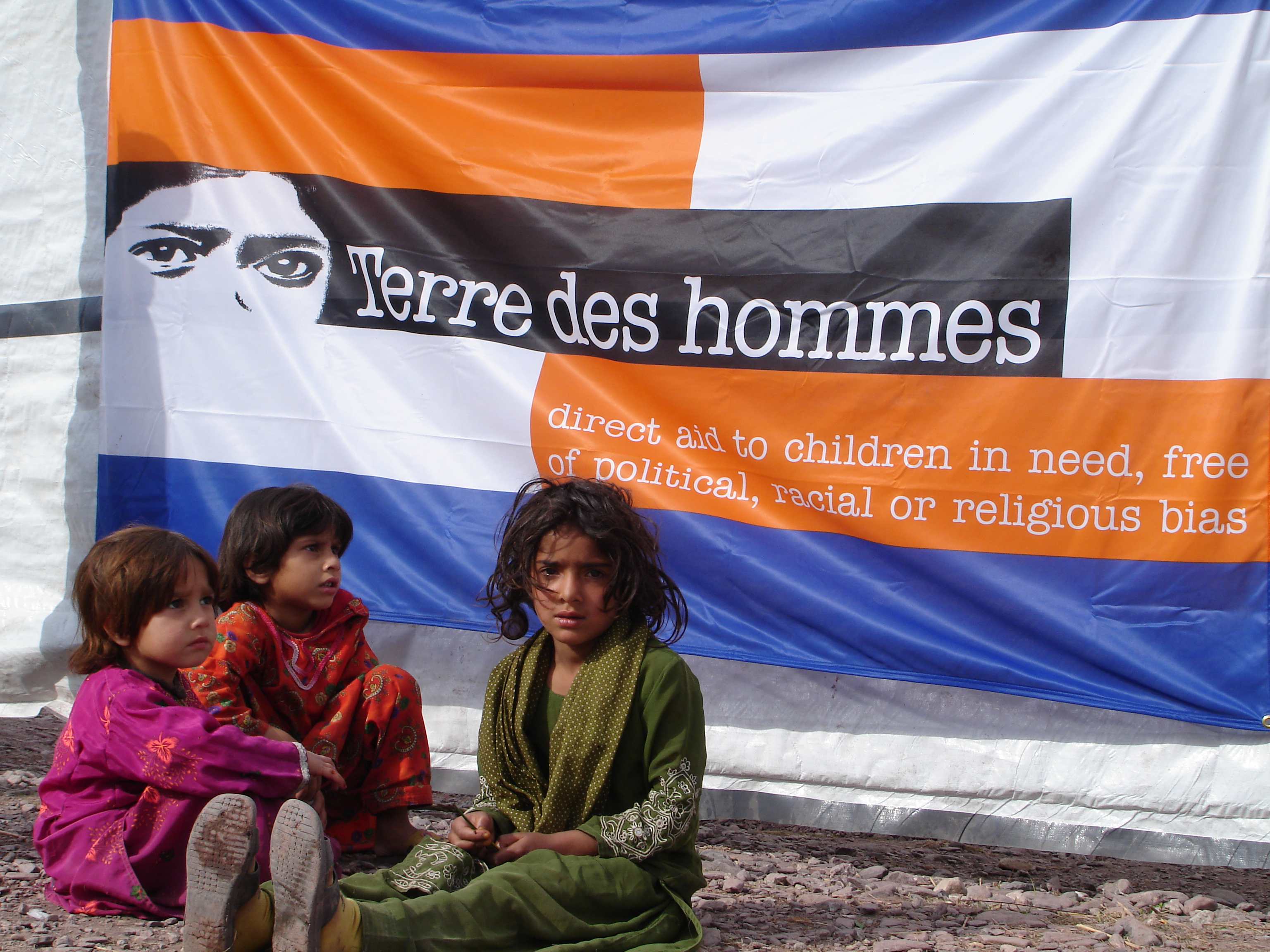
Terre des hommes – aide à l'enfance

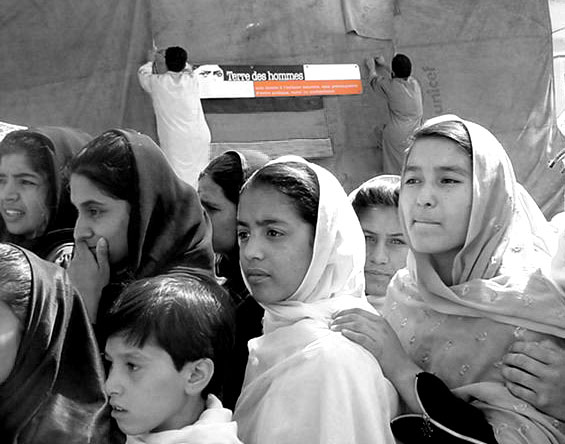
Terre des hommes in Afghanistan

Unterschiedliche Auffassungen über die Organisationsstruktur und über die entwicklungspolitische Ausrichtung haben 1972 zum Austritt einer Gruppe um den Gründer Edmond Kaiser aus Terre des Hommes Schweiz/Suisse geführt. Sie riefen in Lausanne die Stiftung Terre des Hommes – Kinderhilfe ins Leben. In deren Charta erklärt Kaiser die Stiftung, ihren Auftrag und ihre Grundwerte.
Im Laufe der Jahre hat sich Tdh auf zwei Spezialgebieten einen Namen gemacht: Im Gesundheitswesen einerseits und im Kinderschutz andererseits. In Ländern wie Algerien, Myanmar, Afghanistan oder Peru unterhält die Stiftung Terre des hommes Projekte in mehr als 30 Ländern und verbessert das Leben von mehr als 1,4 Millionen Kindern und ihre Angehörigen. Tdh führt nicht nur Entwicklungsprojekte wie solche zur Verbesserung der nachhaltigen Behandlung von Kindern in Benin oder zur Bekämpfung der Mangelernährung in Bangladesch durch, sondern leistet zum Beispiel auch Nothilfe im durch den Tsunami verwüsteten Sri Lanka oder in Haiti, das durch das Erdbeben im Januar 2010 stark getroffen wurde.
Die Umsetzung der UN-Kinderrechtskonvention stellt einen der Kernbereiche der Aktivitäten von TDH dar. Die Stiftung betrachtet das Plädoyer für die Kinderrechte, deren Verteidigung und Verbreitung als ihre Hauptaufgabe. 1999 trat die Stiftung der TDHIF bei. Die Stiftung erhielt 2002 den Preis für Menschenrechte des französischen Staates und 2018 den Balzan-Preis für Humanität, Frieden und Brüderlichkeit unter den Völkern. Jährlich fließen über CHF 50 Mio. in ihre Projekte in Afrika, Asien, Lateinamerika und Osteuropa.
Daneben gibt es noch den Verein Terre des Hommes Valais mit Sitz in Monthey, der in Massongex ein Kinderheim betreibt.

## Terre des Hommes Niederlande
Stichting Terre des Hommes unterstützt 297 Projekte in 22 Ländern. Diese Projekte wurden durch lokale Organisationen ins Leben gerufen und umgesetzt. Der Verein unterstützt nationale und internationale Kampagnen zur Verteidigung der Kinderrechte in der ganzen Welt, weshalb sie einen direkten Bezug zu den Problemen der lokalen Bevölkerung haben. Sie bieten zum Beispiel Abendkurse für tagsüber arbeitende Kinder sowie Sportunterricht für behinderte Kinder an. Eine besondere Medienaufmerksamkeit erfuhr das Projekt Sweetie, in dem eine Forschergruppe sich im Internet als 10-jähriges Mädchen aus den Philippinen ausgab und damit die Ausmaße von sexualisierte Gewalt in Chats und anderen Plattformen deutlich machte. Daraus wurde eine Kampagne entwickelt, die zu einer proaktiven Polizeistrategie gegen online Kindersextourismus aufruft. Unter der virtuellen Identität Sweetie kontaktierten die Forscher innerhalb von zehn Wochen über 10.000 Männer, die größtenteils sexuelle Interessen hatten. 1.000 davon konnten identifiziert werden und in Australien kam es auf dieser Grundlage zu einer ersten Verurteilung.

## Spanien
Tierra de Hombres España ist eine gemeinnützige Stiftung und Mitglied der Internationalen Föderation Terre des Hommes, deren Ziel es ist, den ärmsten Kindern dieser Welt direkt zu helfen. Dabei unterstützt der Verein verschiedene Direkthilfe-Programme für Kinder in diversen Ländern Afrikas, Lateinamerikas und Osteuropas im sozialen und im Bildungsbereich sowie auf dem Gebiet der Kinderrechte und der Gesundheit von Mutter und Kind. In Spanien führt der Verein eine Sensibilisierungskampagne namens Stop al Tráfico de Niños, die zum Ziel hat, alle Formen der Ausbeutung von Kindern zu bekämpfen. Der Verein leistet mit dem Programm Viaje hacia la Vida auch wichtige Arbeit im Bereich der medizinischen Hilfe für Kinder aus verschiedenen afrikanischen Ländern.

## Frankreich
Der Verein Terre des Hommes France (TDHF) definiert sich heute als Nichtregierungsorganisation für internationale Solidarität, die sich für die Umsetzung einer nachhaltigen, sozial gerechten und vertretbaren ökologischen und ökonomischen Entwicklung im Norden und im Süden einsetzt. In dieser Eigenschaft richtet THDF ihr Augenmerk zusammen mit lokalen Partner-Organisationen auf die Förderung und Verteidigung der ökonomischen, sozialen und kulturellen Rechte. Ziel ist die Entwicklung der lokalen Bevölkerung und die Integrierung ihrer Rechte in die nationale Gesetzgebung sowie deren Respektierung im Alltag.

## Luxemburg
Der Verein Terre des Hommes Luxembourg (TDHL) ist eine Nichtregierungsorganisation in Luxemburg. TDHL wurde am 10. Juli 1966 als gemeinnütziger Verein gegründet und ist Mitglied der Internationalen Föderation Terre des Hommes. Ziel von TDHL ist die Lage der Kinder in den Armenviertel von Mittel- und Lateinamerika zu verbessern und die Rechte der Kinder zu verteidigen. Der Verwaltungsrat besteht 2017 aus neun Mitgliedern die ausschließlich auf unentgeltlicher Basis arbeiten. Haupteinnahmequelle sind Spenden. Diese Spenden werden integral in Projekte investiert. Die Eigenmittel werden vom Luxemburger Staat verdreifacht bzw. vervierfacht.

## Kinderhörspielpreis
Terre des Hommes initiierte 1985 den Terre-des-Hommes-Kinderhörspielpreis. Seit 1994 heißt er Deutscher Kinderhörspielpreis.

## Ähnliche Organisationen
- Der Verein Terre des Femmes – Menschenrechte für die Frau e. V. wurde in Anlehnung an Terre des hommes benannt.